# Tom Murray (actor)
Thomas Henderson Murray, más conocido como Tom Murray, (8 de septiembre de 1874 – 27 de agosto de 1935) fue un actor de cine y músico estadounidense. Apareció en trece películas entre 1922 y 1931, incluidos papeles en dos películas de Charlie Chaplin y fue miembro de grupos de música country Hillbilly a principios de los años 30. Nació en Stonefort, Illinois y murió en Hollywood, California de cáncer de estómago. Estaba casado con Louise Carver.

## Filmografía
| Año  | Título                           | Role                  | notas                                                         |
| ---- | -------------------------------- | --------------------- | ------------------------------------------------------------- |
| 1916 | Tweedledum torpedeado por Cupido |                       | Corto, Título alternativo: Torpedoed by Cupid                 |
| 1916 | Un vagabundo afortunado          |                       | Corto                                                         |
| 1916 | Préstame a tu esposa             |                       | Corto                                                         |
| 1916 | Una fuga de bañera               |                       | Corto                                                         |
| 1922 | tacones franceses                | Capataz de campamento |                                                               |
| 1922 | demasiado negocio                | Oficial 16            |                                                               |
| 1922 | El maleficio de la escalera      | Detective Smith       |                                                               |
| 1922 | no seas tonto                    | Policía               | Corto                                                         |
| 1923 | el peregrino                     | alguacil bryan        |                                                               |
| 1923 | El hombre más malo del mundo     | andy avena            |                                                               |
| 1924 | montarlos vaquero                | pete pistola          | Corto                                                         |
| 1925 | La fiebre del oro                | Larsen negro          |                                                               |
| 1925 | El negocio del amor              | Sweeney               |                                                               |
| 1926 | Vagabundo, vagabundo, vagabundo  | Nick Kargas           |                                                               |
| 1926 | en su reino                      | Guardia bolchevique   |                                                               |
| 1926 | Soldado Izzy Murphy              | El abogado            |                                                               |
| 1931 | Renegado blanco                  | el padre de jane      | Título alternativo: Fool's Gold, (papel final de la película) |

## Carrera musical
Formó parte de 2 grupos de música hillbilly, los Beverly Hill Billies y los Hollywood Hillbillies, también conocidos como Uncle Tom Murray's Hollywood Hillbillies. Roy Rogers y Shug Fisher fueron miembros de Hollywood Hillbillies.